# آبراک اژگیل
آبراک اژگیل، روستایی از توابع بخش مرکزی شهرستان ایذه در استان خوزستان ایران است.

## جمعیت
این روستا در دهستان حومه‌شرقی قرار دارد و براساس سرشماری مرکز آمار ایران در سال ۱۳۸۵، جمعیت آن ۹۳۶ نفر (۱۷۳خانوار) بوده‌است..که از طایفه عالی محمودی تیره قریشوند می باشند.